# Набор в отряд космонавтов Роскосмоса 2006 года
Набор в отряд космонавтов Роскосмоса 2006 года — набор космонавтов, проводившийся Федеральным космическим агентством «Роскосмос» в период с 2005 по 2006 год в два отряда космонавтов: отряд космонавтов Центра подготовки космонавтов Военно-воздушных сил (ЦПК ВВС) и отряд космонавтов Ракетно-космической корпорации «Энергия» (РКК «Энергия»).
Всего было набрано девять кандидатов в космонавты: лётчики ВВС Александр Мисуркин, Олег Новицкий, Алексей Овчинин, Максим Пономарёв, Сергей Рыжиков и инженеры РКК «Энергия» Елена Серова, Николай Тихонов. Пять космонавтов из данного набора совершили космические полёты, Максим Пономарёв и Николай Тихонов были отчислены из отряда по медицинским показателям.

## История набора
Набор космонавтов проводился Федеральным космическим агентством «Роскосмос» в период с 2005 по 2006 год в два отряда космонавтов: отряд космонавтов ЦПК ВВС и отряд космонавтов РКК «Энергия». Кандидатур от Института медико-биологических проблем РАН, в отличие от предыдущего набора 2003 года, в отряд ИМБП представлено не было.
Набор в отряд космонавтов ЦПК ВВС
22 декабря 2005 года была подписана директива Главкома ВВС о проведении нового 14-го набора в отряд космонавтов ЦПК ВВС. Предполагалось отобрать от четырёх до шести кандидатов к 15 мая 2006 года. Дата окончания набора несколько раз менялась. К концу мая, после необходимых проверок и собеседований, из более тысячи военных лётчиков предварительно было отобрано шесть человек. 8 августа 2006 года состоялась Главная медицинская комиссия (ГМК), которую прошли пять претендентов: лётчики ВВС Мисуркин, Новицкий, Овчинин, Пономарёв и Рыжиков.
Набор в отряд космонавтов РКК «Энергия»
При проведении 16-го набора в отряд космонавтов РКК «Энергия», предприятие впервые столкнулась с проблемой нехватки претендентов. Для увеличения их количества РКК сняла ограничение для кандидатов в космонавты — стажа работы на фирме не менее трёх полных лет. В 2005 году от РКК «Энергия» на медкомиссию в ИМБП было направлено менее 10 человек. Почти все претенденты 2005 и начала 2006 года медкомиссию не смогли пройти. Исключение составила только инженер ЦУПа Елена Серова, (жена космонавта Марка Серова), которая 26 февраля 2006 года получила допуск ГМК. Руководство РКК «Энергия» предприняло решение — поискать претендентов среди пятикурсников и дипломников в трех вузах: МАИ, МВТУ и МИФИ, желающих работать на предприятии и пройти отбор в отряд космонавты. Однако желающих было крайне мало и ни один из претендентов не смог пройти медкомиссию.
Весной 2006 года медицинское обследование на предмет годности стать космонавтами проходили инженеры из РКК «Энергия» Анна Завьялова (финалистка набора 2003 года), а также Андрей Бабкин, Николай Тихонов, Александр Хохлов, но на ГМК был представлен только один Николай Тихонов, который успешно ее прошёл 8 августа 2006 года.
11 октября 2006 года Государственная межведомственная комиссия по отбору космонавтов приняла решение рекомендовать назначить на должность кандидатов в космонавты семь человек, в отряд РГНИИ ЦПК: Александр Мисуркин, Олег Новицкий, Алексей Овчинин, Максим Пономарёв, Сергей Рыжиков, в отряд РКК «Энергия»: Елена Серова, Николай Тихонов.
В октябре-декабре 2006 года в штат РГНИИ ЦПК имени Ю. А. Гагарина были зачислены лётчики ВВС Мисуркин, Овчинин и Понамарёв, 6 февраля 2007 года — Рыжиков и Новицкий. 26 февраля 2007 года все семь кандидатов в космонавты приступили к прохождению курса общекосмической подготовки, который успешно завершился 2 июня 2009 года государственными экзаменами.
9 июня 2009 года всем кандидатам была присвоена квалификация «космонавт-испытатель».
Пять космонавтов из данного набора совершили космические полёты, Максим Пономарёв и Николай Тихонов были отчислены из отряда по медицинским показателям.

## Список космонавтов набора 2006 года
| Список космонавтов набора 2006 года          | Список космонавтов набора 2006 года    | Список космонавтов набора 2006 года    | Список космонавтов набора 2006 года    | Список космонавтов набора 2006 года    | Список космонавтов набора 2006 года             | Список космонавтов набора 2006 года                                                                                      | Список космонавтов набора 2006 года               | Список космонавтов набора 2006 года    |
| №                                            | Фотография                             | ФИО                                    | Дата рождения                          | Порядковый номер                       | Профессия и место работы до поступления в отряд | Данные о полётах | Статус или дата выхода из отряда                  |                                        |
| Отряд космонавтов ЦПК ВВС (14-й набор)       | Отряд космонавтов ЦПК ВВС (14-й набор) | Отряд космонавтов ЦПК ВВС (14-й набор) | Отряд космонавтов ЦПК ВВС (14-й набор) | Отряд космонавтов ЦПК ВВС (14-й набор) | Отряд космонавтов ЦПК ВВС (14-й набор)          | Отряд космонавтов ЦПК ВВС (14-й набор)                                                                                   | Отряд космонавтов ЦПК ВВС (14-й набор)            | Отряд космонавтов ЦПК ВВС (14-й набор) |
| -------------------------------------------- | -------------------------------------- | -------------------------------------- | -------------------------------------- | -------------------------------------- | ----------------------------------------------- | --- | ------------------------------------------------- | -------------------------------------- |
| 1                                            |                                        | Мисуркин Александр Александрович       | 23 сентября 1977                       | 116-й космонавт СССР/России            | ВВС РФ, лётчик                                  | 29.03.2013-11.09.2013 «Союз ТМА-08М»-МКС, 13.09.2017-28.02.2018 «Союз МС-06»-МКС, 08.12.2021-20.12.2021 «Союз МС-20»-МКС | 31 марта 2022 года                                |                                        |
| 2                                            |                                        | Овчинин Алексей Николаевич             | 28 сентября 1971                       | 120-й космонавт СССР/России            | ВВС РФ, лётчик                                  | 19.03.2016-07.09.2016 «Союз ТМА-20М»-МКС, 11.10.2018 «Союз МС-10», 14.03.2019-03.10.2019 «Союз МС-12»-МКС                | действующий космонавт                             |                                        |
| 3                                            |                                        | Новицкий Олег Викторович               | 12 октября 1971                        | 114-й космонавт СССР/России            | ВВС РФ, лётчик                                  | 23.10.2012-16.03.2013 «Союз ТМА-06М»-МКС, 17.11.2016-02.06.2017 «Союз МС-03»-МКС, 09.04.2021-17.10.2021 «Союз МС-18»-МКС | действующий космонавт                             |                                        |
| 4                                            |                                        | Рыжиков Сергей Николаевич              | 19 августа 1974                        | 121-й космонавт СССР/России            | ВВС РФ, лётчик                                  | 19.10.2016-10.04.2017 «Союз МС-02»-МКС, 14.10.2020-17.04.2021 «Союз МС-17»-МКС                                           | действующий космонавт                             |                                        |
| 5                                            |                                        | Пономарёв Максим Владимирович          | 20 февраля 1980                        | —                                      | ВВС РФ, лётчик                                  | — | 21 сентября 2012 года (по медицинским показаниям) |                                        |
| Отряд космонавтов РКК «Энергия» (16-й набор) |                                        |                                        |                                        |                                        |                                                 | |                                                   |                                        |
| 1                                            |                                        | Серова Елена Олеговна                  | 22 апреля 1976                         | 119-й космонавт СССР/России            | РКК Энергия и ЦУП, инженер                      | 26.09.2014-12.03.2015 «Союз ТМА-14М»-МКС                                                                                 | 23 сентября 2016 года                             |                                        |
| 2                                            |                                        | Тихонов Николай Владимирович           | 23 мая 1982                            | —                                      | РКК «Энергия», инженер                          | — | 31 июля 2020 года (по медицинским показаниям)     |                                        |